# Gud, i dina händer
Gud, i dina händer (finska: Herra kädelläsi) är en finsk psalm med text skriven 1982 av Anna-Mari Kaskinen och musiken är skriven 1982 av Pekka Simojoki. Texten är översatt till svenska 1996 av prästen och tonsättaren Per Harling.

## Bakgrund
Psalmen Gud, i dina händer (Herra kädelläsi) skrevs 1982 av den finska författaren Anna-Mari Kaskinen med musik från samma år av tonsättaren Pekka Simojoki. Texten första vers är hämtad från Psaltaren 62:2, 6, 139:6, andra versen på Andra Korintierbrevet 5:19, tredje versen på Hebreerbrevet 2:18 och fjärde versen på Matteusevangeliet 11:29, Johannesevangeliet 8:12, 14:29. Den är ursprungligen en sång i en i en genomkomponerad mässa ”Afrikkalainen gospelmessu” (Afrikansk gospelmässa) som framfördes  för första gången som en ungdomsgudstjänst vid Finska Missionssällskapets årsfest i Kotka 1982. Sången ingår i mässan som psalm före predikan. I Finlands evangelisk-lutherska kyrkas finska psalmbok finns fem psalmer, som Anna-Mari Kaskinen och Pekka Simojoki har gjort.
Den afrikanska gospelmässan, som innehåller både mässans traditionella partier i parafras och nyskrivna sånger, blev mycket populär i Finland och den satte i gång en våg av nykomponerade mässor. Mässan är inspelad på en skiva och den finns översatt flera olika språk. 
Sången ”Herra kädelläsi” hade ursprungligen tre verser, 1-3. Anna- Mari Kaskinen skrev den fjärde versen 1984 till begravningsgudstjänsten av hennes studietids hyresvärdinna Lempi Hellakoski, som var makan till poeten Aaro Hellakoski. Psalmen, som kom med i Finlands kyrkas finska psalmbok 1986 är numera rätt ofta använd i begravningsgudstjänsterna och psalmen är en av de populäraste psalmer, som konfirmanderna sjunger.

### Sverige
Texten är översatt till svenska 1996 av prästen och tonsättaren Per Harling och bearbetades 2002.  I en undersökning som gjordes av ”Kyrkans tidning” 2018 ansåg många respondenter, att denna psalm tillhör ”den dolda skatten” i Den svenska psalmboken och på listan över psalmer som ”borde sjungas oftare”, kom psalmen till andra plats.

## Publicerad i
- Hela världen sjunger som nummer 66.[1]
- Verbums psalmbokstillägg 2003 som nummer 769 under rubriken "Förtröstan - trygghet".[1]
- Sång i Guds värld Tillägg till Svensk psalmbok för den evangelisk-lutherska kyrkan i Finland 2015 som nummer 914 under rubriken "Kris och katastrof".
- Psalmer och Sånger 1987 som nummer 832 under rubriken "Att leva av tro - Förtröstan - trygghet".[3]
- Ung psalm som nummer 212.[1]
- Hela familjens psalmbok 2013 som nummer 31 under rubriken "Gud tycker om oss".[5]